# Pfennig

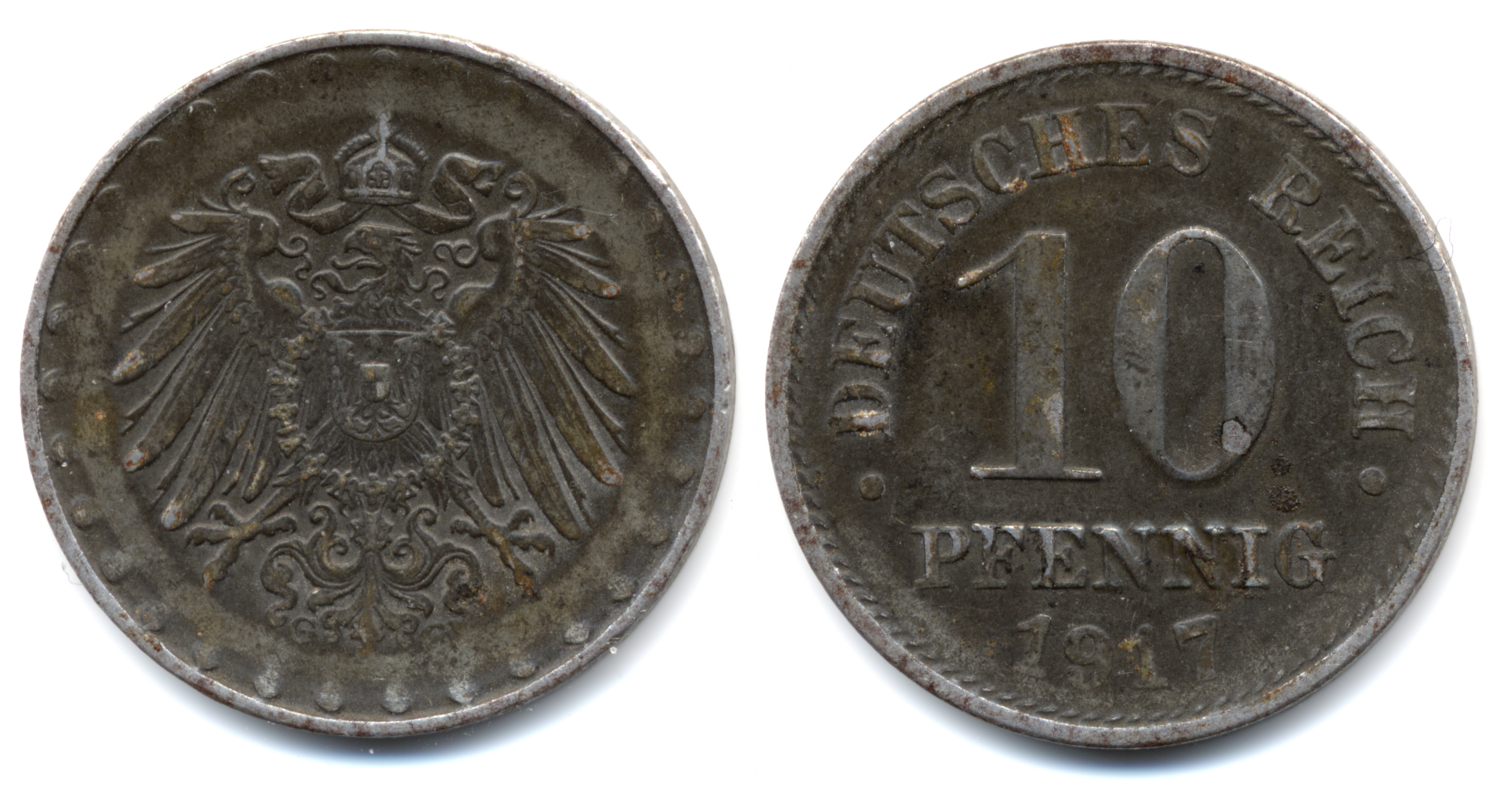
Moneta da 10 Pfennig di ferro dell'Impero tedesco (1917)

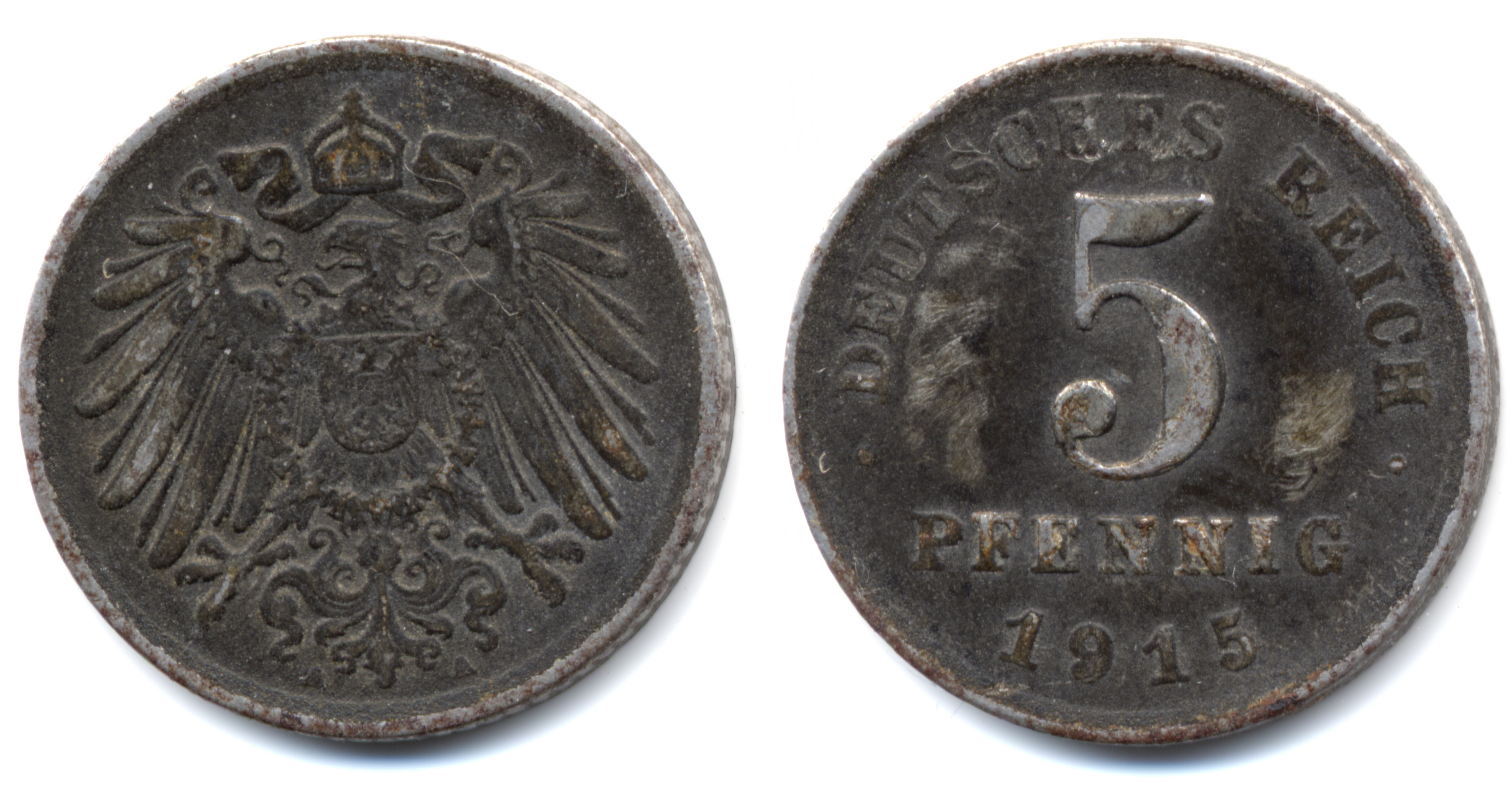
Moneta da 5 Pfennig di ferro dell'Impero tedesco (1915)

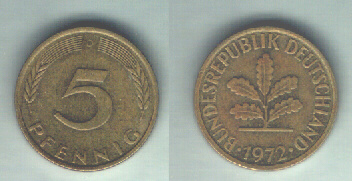
Moneta da 5 pfennig della Germania (con foglia di quercia)

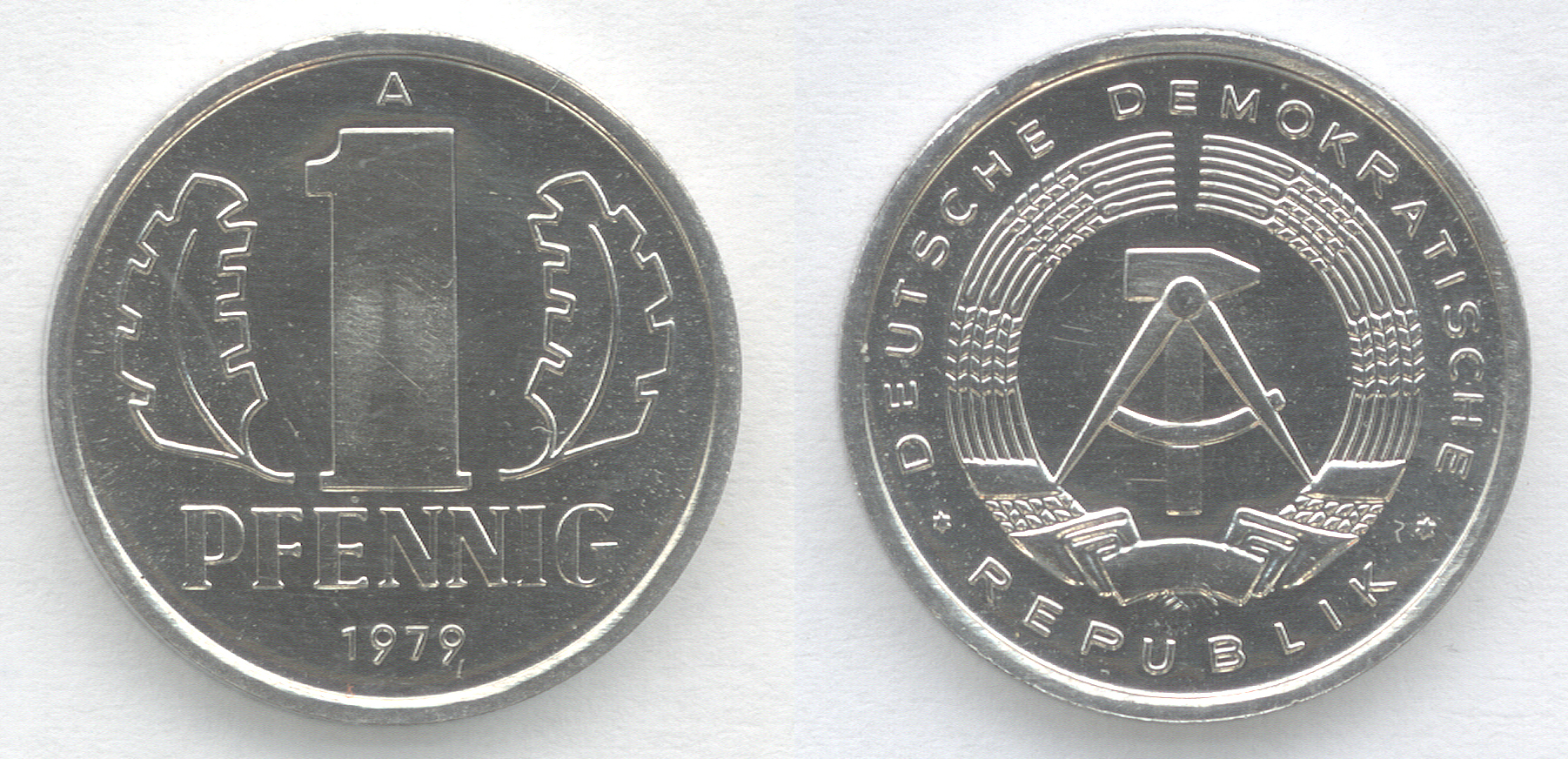
1 pfennig della RDT

Lo Pfennig (anche Pfenning o Pfennige, abbreviazione Pf o ₰) è una vecchia moneta tedesca, esistita dal IX secolo fino all'introduzione dell'euro nel 2002. Talvolta, il termine continua a essere utilizzato in Germania al posto di eurocent(esimo), per identificare i centesimi di euro.
Nel Medioevo era una moneta di alto valore, ma nei secoli ha perso il suo valore ed è diventata una moneta frazionaria (1/100) del marco nell'Impero tedesco, nella Germania federale e nella Repubblica democratica tedesca.  Prima del 1948, quando la valuta tedesca era il RM (Reichsmark) esisteva un simbolo speciale per lo Pfennig: (U+20B0, decimale 8368).

## Etimologia
Allo Pfennig è legato etimologicamente il penny inglese e britannico. La moneta è stata anche il modello del Penni finlandese (1860-2001), del Fenig polacco (1917-1918) e del Fening, frazione del marco bosniaco (1998-).
L'etimologia di Pfennig non è completamente chiara, ma sembra essere legata alle modalità con cui erano coniate le monete nel Medio evo: erano battute su un unico lato sottili dischi metallici (tondello), creando una moneta a forma di scodella (Pfanne in tedesco).
In alcuni stati tedeschi pre-unitari (per es. Prussia e Baviera), le monete avevano nomi simili come Pfenning, Penning, Pending, Pfanding e Penny. Questo permetteva di commerciare meglio le differenti valute (dei diversi stati che componevano la Deutscher Bund) che erano usati contemporaneamente.

## Storia
Lo Pfennig era in origine una piccola moneta d'argento prodotta per la prima volta nel Medioevo.